# KO-D Tag Team Championship
El KO-D Tag Team Championship (Campeonato en Parejas de KO-D, en español) es un campeonato de lucha libre profesional creado y utilizado por la compañía japonesa DDT Pro-Wrestling. El campeonato se creó el 3 de enero de 2000, realizándose un torneo para definir a los primeros campeones, el cual fue ganado por Nosawa & Takashi Sasaki. Los campeones actuales son Yuki Ueno & Naomi Yoshimura, quienes se encuentran en su primer reinado como equipo.
Es uno de los tres campeonatos en actividad exclusivo para equipos dentro de la compañía junto con el Campeonato en Parejas 6-Man de KO-D (exclusivo para equipos de tres luchadores, incluyendo mujeres) y el Campeonato en Parejas 10-Man de KO-D (exclusivo para equipos de seis luchadores, incluyendo mujeres), además de ser el campeonato en actividad de mayor antigüedad dentro de la compañía

## Campeones
El Campeonato en Parejas de KO-D es un campeonato en parejas creado por DDT en 2000. Los campeones inaugurales fueron Nosawa & Takashi Sasaki, quienes ganaron el título en una función del Consejo Mundial de Lucha Libre, y desde entonces ha habido 57 distintos equipos y 56 luchadores campeones oficiales, repartidos en 67 reinados en total. Además, el campeonato ha sido declarado vacante en diez ocasiones a lo largo de su historia.
El reinado más largo en la historia del título le pertenece a Damnation (Daisuke Sasaki & Soma Takao), quienes mantuvieron el campeonato por 288 días entre 2019 e inicios de 2020. Por otro lado, un equipo ha tenido un reinado de menos de 5 días: Seiya Morohashi & Shouichi Ichimiya, solo 4 días en 2003. Aquel reinado es el más corto en la historia del campeonato.